# Karla Semerádová
Karla Semerádová, v matrice Carolina Anna Semeradová, (12. prosince 1867 Praha – 2. dubna 1949 Zbraslav) byla česká učitelka a spisovatelka.

## Životopis
Rodiče Karly byli Josef Semerad, pekařský tovaryš, narozený v Suchdole a Anna Semeradová-Schmelzerová narozená v Lipenci.
Karla Semerádová pracovala jako odborná učitelka občanské školy, později jako ředitelka obecné a měšťanské školy na Hrádku. Byla funkcionářka ve Spolku Českých učitelek a v Jednotě učitelek. Přispívala do časopisů: Máj, Časopis učitelek, Lovecký obzor, Kalendář paní a dívek, Malý čtenář aj. Jako spisovatelka psala verše, divadelní hry a prózu především pro mládež.

## Dílo

### Verše
- Černohlávka a Zlatovláska – obrázky slovem provází Karla Semerádová. Praha: A. Storch syn, 1924
- Naše děti – verše napsala Karla Semerádová. Praha: Hynek, 1920
- Veselé čtení – verše napsala Karla Semerádová. Praha: Hynek, 1920
- Život zvířat – verše napsala Karla Semerádová. Praha: Hynek, 1920
- Květy mládí: [obrázková kniha] – verše napsala Karla Semerádová: Praha: Hynek, 1921

### Próza
- Z Podskalí: povídka ze života Podskaláků – Karla Semerádová. Praha: Josef R. Vilímek, 1901
- Na císařské louce: staropražský obrázek ze života plavců – mládeži napsala Karla Semerádová; ilustroval Věnceslav Černý. Praha: A. Storch syn, 1910
- Za štěstím života – napsala Karla Semerádová; ilustroval Josef Kočí: Praha: Josef R. Vilímek, 1916
- Děti pobřeží – Karla Semerádová; ilustroval Antonín Brunner. Praha: Josef R. Vilímek, 1917
- Před lety a dnes; Na javorské myslivně; Za svobodu vlasti – mládeži napsala Karla Semerádová; ilustroval V. Čutta. Praha: A. Storch syn, 1920
- O Štěstíkovi – vypravuje Karla Semerádová. Praha: Hynek, 1923
- Ruku v ruce – Karla Semerádová; ilustroval Richard Lauda. Praha: A. Storch syn, 1924
- Pohádky od mamičky – dítkám vypravuje Karla Semerádová; obrázky namaloval akademický malíř J. Soukup. Praha: A. Storch syn, 1929, 1940
- Splněný slib: román – Karla Semerádová. Olomouc: Živnostenský závod tiskařský a vydavatelský, 1937

### Drama
- Zlatý pták: pohádka o 3 jednáních a 2 obrazech – napsala Karla Semerádová; nápěvy od B. Sequenze. Praha: Máj, 1910, 1920, 1921
- Honza: pohádka se zpěvy o pěti jednáních a 1 obraze – napsala Karla Semerádová. Praha: Máj, 1911; 1920
- Vánoční svátky: Hra se zpěvy pro dítky o 7 obrazech – napsala Karla Semerádová; nápěvy k písním složil Karel Černý. Praha: František A. Urbánek, 1913